# 행복주식회사
만원의 행복은 스타들의 사치스런 생활을 바꾸기 위해 만들었던 프로그램이며 2003년 11월 15일부터 2008년 10월 2일까지 MBC에서 방송된 프로그램이다. 2003년 10월 15일 파일럿으로 방영될 당시에는 김제동 신정환이 공동 진행을 맡았으나 정규 편성되는 과정에서 중도하차했다.
2008년 봄 개편부터는 목요일 저녁 6시 50분으로 시간대를 옮겨서 편성했다. 그러나 시청률이 갈수록 떨어진 데다가 식상한 포맷 등의 이유 탓인지 결국 같은 해 가을개편으로 막을 내렸다.
한편 종영 이후인 2019년 2월 18일부터 새로 개국한 MBC ON에서 다시 방송했다.

## 방송 일정
| 방송 채널 | 방송 기간                          | 방송 시간                            |
| --------- | ---------------------------------- | ------------------------------------ |
| MBC TV    | 2003년 11월 15일 ~ 2008년 5월 24일 | 매주 토요일 오후 5시 10분 ~ 저녁 6시 |
| MBC TV    | 2008년 5월 29일 ~ 2008년 10월 2일  | 매주 목요일 저녁 6시 50분 ~ 7시 45분 |

## 역대 MC
- 송은이, 하하:2003.11.15~2005.3.19
- 송은이, 정형돈:2005.3.26~2005.7.2
- 송은이, 김인석:2005.7.9~2006.5.6
- 이혁재, 이지현:2006.5.13~2007.5.19
- 이혁재, 신주아:2007.5.26~2007.10.27
- 이혁재, 이현지:2007.11.3~2008.4.26
- 유세윤, 이영은:2008.5.3~2008.10.2

## 에피소드 목록

### 2003년
| 회차                        | 방영일                      | 출연진                      | 비고                        |                             |
| 행복 주식회사 (만원의 행복) | 행복 주식회사 (만원의 행복) | 행복 주식회사 (만원의 행복) | 행복 주식회사 (만원의 행복) | 행복 주식회사 (만원의 행복) |
| --------------------------- | --------------------------- | --------------------------- | --------------------------- | --------------------------- |
| 1회·2회                     | 11월 15일 11월 22일         | 박수정 vs 김성민            | 첫회                        |                             |
| 3회·4회                     | 11월 29일 12월 6일          | 강수아 vs 서지성            |                             |                             |
| 5회·6회                     | 12월 13일 12월 20일         | 김동범 vs 전소현            |                             |                             |
| 7회                         | 12월 27일                   | 정준하 vs 이지현            |                             |                             |

### 2004년
| 회차      | 방영일              | 출연진                         | 비고        |
| --------- | ------------------- | ------------------------------ | ----------- |
| 8회       | 1월 3일             | 정준하 vs 이지현               |             |
| 9회       | 1월 10일            | 김민경 vs 이규한               |             |
| 10회      | 1월 17일            | 1·2·3기 도전자 하이라이트      |             |
| 11회      | 1월 24일            | 김민경 vs 이규한               |             |
| 12회·13회 | 1월 31일 2월 7일    | 유주현 vs 홍성기               |             |
| 14회      | 2월 14일            | 이윤지 vs 고영욱               |             |
| 15회·16회 | 2월 28일 3월 6일    | H vs 채연                      |             |
| 17회·18회 | 3월 13일 3월 20일   | 이기찬 vs 이민경               |             |
| 19회      | 3월 27일            | 김미연 vs 김상혁               |             |
| 20회      | 4월 3일             | 박준석 vs 임성언               |             |
| 21회      | 4월 10일            | 김태균(컬투) vs 소이           |             |
| 22회      | 4월 17일            | 김종민 vs 신지                 | 코요태 멤버 |
| 23회      | 4월 24일            | 테이 vs 조정린                 |             |
| 24회      | 5월 1일             | 이광기 vs 윤은혜               |             |
| 25회      | 5월 15일            | 이성진 vs 박은혜               |             |
| 26회·27회 | 5월 22일 5월 29일   | 장근석 vs 황보                 |             |
| 28회      | 6월 5일             | 김C vs 서민정                  |             |
| 29회      | 6월 12일            | 이희진 vs 김인석               |             |
| 30회      | 6월 19일            | 김장훈 vs 오승은               |             |
| 31회      | 6월 26일            | 로버트 할리 vs 샤크라          |             |
| 32회      | 7월 3일             | 임호 vs 이윤미                 |             |
| 33회      | 7월 10일            | 김빈우 vs 김현철               |             |
| 34회      | 7월 17일            | 손지창 vs 권진영               |             |
| 35회      | 7월 24일            | 천명훈 vs 김지우               |             |
| 36회      | 7월 31일            | 표인봉 vs 이유리               |             |
| 37회      | 8월 7일             | 김형중 vs 노현희               |             |
| 38회      | 8월 21일            | 태빈 vs 성현아                 |             |
| 39회      | 9월 4일             | 이종수 vs 강수지               |             |
| 40회      | 9월 11일            | 최자혜 vs (故)김지훈           |             |
| 41회      | 9월 18일            | 박광현 vs 최강희               |             |
| 42회      | 9월 25일            | 이주현 vs 박슬기               |             |
| 43회      | 10월 2일            | 임혁필 vs 정시아               |             |
| 44회      | 10월 9일            | (故)안재환 vs 김디에나         |             |
| 45회      | 10월 16일           | 이윤석 · 안혜경 vs 팀 · 최자혜 |             |
| 46회·47회 | 10월 23일 10월 30일 | 송은이 vs 하하                 | MC 대결     |
| 48회      | 11월 6일            | 성동일 vs 바다                 |             |
| 49회      | 11월 13일           | 김청 vs 배칠수                 |             |
| 50회·51회 | 11월 20일 11월 27일 | JNC                            |             |
| 52회·53회 | 12월 4일 12월 11일  | 김현정 vs 이정                 |             |
| 54회·55회 | 12월 18일 12월 25일 | 정찬우 vs 안연홍               |             |

### 2005년
| 회차        | 방영일              | 출연진             | 비고   |
| ----------- | ------------------- | ------------------ | ------ |
| 56회·57회   | 1월 1일 1월 8일     | 정형돈 vs 구혜선   |        |
| 58회·59회   | 1월 15일 1월 22일   | 김현철 vs 장윤정   |        |
| 60회·61회   | 1월 29일 2월 5일    | 김창렬 vs 추자현   |        |
| 62회·63회   | 2월 12일 2월 19일   | 김진 vs 정려원     |        |
| 64회·65회   | 2월 26일 3월 5일    | 환희 vs 채연       |        |
| 66회·67회   | 3월 12일 3월 19일   | 박명수 vs 이재은   |        |
| 68회·69회   | 3월 26일 4월 9일    | 테이 vs 조혜련     |        |
| 70회·71회   | 4월 16일 4월 23일   | 배기성 vs (故)유니 |        |
| 72회·73회   | 4월 30일 5월 7일    | 노홍철 vs 김숙     |        |
| 74회·75회   | 5월 14일 5월 21일   | 은지원 vs 안선영   |        |
| 76회·77회   | 5월 28일 6월 4일    | 김장훈 vs 양미라   |        |
| 78회·79회   | 6월 11일 6월 18일   | 이병진 vs 홍수아   |        |
| 80회·81회   | 6월 25일 7월 2일    | 윤도현 vs 정지영   |        |
| 82회·83회   | 7월 9일 7월 16일    | 이켠 vs 자두       |        |
| 84회·85회   | 7월 23일 7월 30일   | 김한석 vs 서인영   |        |
| 86회·87회   | 8월 6일 8월 13일    | 구준엽 vs 이아현   |        |
| 88회·89회   | 8월 20일 8월 27일   | 김현숙 vs 강두     |        |
| 90회·91회   | 9월 3일 9월 10일    | 하하 vs 정형돈     | 패자전 |
| 92회·93회   | 9월 17일 9월 24일   | 이의정 vs 김종서   |        |
| 94회·95회   | 10월 1일 10월 8일   | (故)안재환 vs 현영 |        |
| 96회·97회   | 10월 15일 10월 22일 | 이민우 vs 아유미   |        |
| 98회·99회   | 10월 29일 11월 5일  | 장우혁 vs 전혜빈   |        |
| 100회       | 11월 12일           | 만원의 대상        |        |
| 101회·102회 | 11월 19일 11월 26일 | 타블로 vs 서지영   |        |
| 103회·104회 | 12월 3일 12월 10일  | 김정민 vs 장영란   |        |
| 105회·106회 | 12월 17일 12월 24일 | 이성진 vs 김완선   |        |
| 107회       | 12월 31일           | 장윤정 vs 태진아   |        |

### 2006년
| 회차        | 방영일              | 출연진           | 비고     |
| ----------- | ------------------- | ---------------- | -------- |
| 108회       | 1월 7일             | 장윤정 vs 태진아 |          |
| 109회·110회 | 1월 14일 1월 21일   | 홍록기 vs 안혜경 |          |
| 111회·112회 | 1월 28일 2월 4일    | 송은이 vs 김인석 | MC 대결  |
| 113회·114회 | 2월 11일 2월 25일   | 천명훈 vs 배슬기 |          |
| 115회·116회 | 3월 4일 3월 11일    | 김영철 vs 하리수 |          |
| 117회·118회 | 3월 18일 3월 25일   | 성동일 vs 바다   | 리턴매치 |
| 119회·120회 | 4월 1일 4월 8일     | 노사연 vs 김C    |          |
| 121회·122회 | 4월 15일 4월 22일   | 임예진 vs 이수근 |          |
| 123회·124회 | 4월 29일 5월 6일    | 김흥국 vs 최정윤 |          |
| 125회·126회 | 5월 13일 5월 20일   | 김희철 vs 백지영 |          |
| 127회·128회 | 5월 27일 6월 3일    | 이정 vs 김지혜   |          |
| 129회·130회 | 6월 10일 6월 17일   | 김현철 vs 별     |          |
| 131회·132회 | 6월 24일 7월 1일    | 이민우 vs 조정린 |          |
| 133회·134회 | 7월 8일 7월 15일    | 이혁재 vs 이지현 | MC 대결  |
| 135회·136회 | 7월 22일 7월 29일   | 유세윤 vs 유리   |          |
| 137회·138회 | 8월 5일 8월 12일    | 강인 vs 강은비   |          |
| 139회·140회 | 8월 19일 8월 26일   | 김종서 vs 김새롬 |          |
| 141회·142회 | 9월 2일 9월 9일     | 송백경 vs 이지혜 |          |
| 143회·144회 | 9월 16일 9월 23일   | 윤도현 vs 최은경 |          |
| 145회·146회 | 9월 30일 10월 7일   | 이영하 vs 김현정 |          |
| 147회·148회 | 10월 14일 10월 21일 | 장동혁 vs 간미연 |          |
| 149회·150회 | 11월 11일 11월 18일 | 김종민 vs 솔비   |          |
| 151회·152회 | 11월 25일 12월 9일  | 붐 vs 이정현     |          |
| 153회·154회 | 12월 16일 12월 23일 | 전진 vs 아유미   |          |
| 155회       | 12월 30일           | 손호영 vs 탑     |          |

### 2007년
| 회차        | 방영일              | 출연진             | 비고 |
| ----------- | ------------------- | ------------------ | ---- |
| 156회       | 1월 6일             | 손호영 vs 탑       |      |
| 157회·158회 | 1월 13일 1월 20일   | 이루 vs 다나       |      |
| 159회·160회 | 1월 27일 2월 3일    | 김지훈 vs 배슬기   |      |
| 161회·162회 | 2월 10일 2월 17일   | 김현철 vs 박해미   |      |
| 163회·164회 | 2월 24일 3월 3일    | 김구라 vs 서지영   |      |
| 165회·166회 | 3월 10일 3월 17일   | 이기찬 vs 안혜경   |      |
| 167회·168회 | 3월 24일 3월 31일   | 은혁 vs 신주아     |      |
| 169회·170회 | 4월 14일 4월 21일   | 김혜성 vs 서인영   |      |
| 171회·172회 | 4월 28일 5월 5일    | 미쓰라진 vs 황보   |      |
| 173회·174회 | 5월 12일 5월 19일   | 정성호 vs 렉시     |      |
| 175회·176회 | 5월 26일 6월 2일    | 오상진 vs 선예     |      |
| 177회·178회 | 6월 9일 6월 16일    | 김창렬 vs 별       |      |
| 179회·180회 | 6월 23일 6월 30일   | 장동민 vs 윤하     |      |
| 181회·182회 | 7월 7일 7월 14일    | 강지섭 vs 남규리   |      |
| 183회·184회 | 7월 21일 7월 28일   | 오종혁 vs 이현지   |      |
| 185회·186회 | 8월 11일 8월 18일   | 김동완 vs 스테파니 |      |
| 187회·188회 | 8월 25일 9월 1일    | 송백경 vs 사오리   |      |
| 189회·190회 | 9월 8일 9월 15일    | 이홍기 vs 김신영   |      |
| 191회·192회 | 9월 22일 9월 29일   | 김종서 vs 양파     |      |
| 193회·194회 | 10월 6일 10월 13일  | 승리 vs 윤아       |      |
| 195회·196회 | 10월 20일 10월 27일 | 신동 vs 서현진     |      |
| 197회·198회 | 11월 3일 11월 10일  | 변기수 vs 예은     |      |
| 201회·202회 | 12월 8일 12월 15일  | 홍록기 vs 성은     |      |
| 203회·204회 | 12월 22일 12월 29일 | 팀 vs 이영은       |      |

### 2008년
| 회차                                       | 방영일            | 출연진             | 비고          |
| ------------------------------------------ | ----------------- | ------------------ | ------------- |
| 205회·206회                                | 1월 5일 1월 12일  | 알렉스 vs 문지애   |               |
| 207회·208회                                | 1월 19일 1월 26일 | 이루 vs 한영       |               |
| 209회·210회                                | 2월 2일 2월 9일   | 민경훈 vs 오정해   |               |
| 211회·212회                                | 2월 16일 2월 23일 | 김가연 vs 박현빈   |               |
| 213회·214회                                | 3월 8일 3월 15일  | 박보람 vs 앤디     |               |
| 217회·218회                                | 4월 5일 4월 12일  | KCM vs 유인영      |               |
| 219회·220회                                | 4월 19일 4월 26일 | 김규종 vs 호란     |               |
| 223회·224회                                | 5월 17일 5월 24일 | 송준근 vs 거미     |               |
| 방송 요일 변동 (토요일 오후 → 목요일 저녁) |                   |                    |               |
| 225회·226회                                | 5월 29일 6월 5일  | 에픽하이 vs 쥬얼리 | 릴레이 단체전 |
| 227회·228회                                | 6월 12일 6월 19일 | 김흥국 vs 김나영   |               |
| 229회·230회                                | 6월 26일 7월 3일  | 이세창 vs 조갑경   |               |
| 231회·232회                                | 7월 17일 7월 24일 | 박지헌 vs 최란     |               |
| 233회·234회                                | 7월 31일 8월 28일 | 이지훈 vs 남규리   |               |
| 235회·236회                                | 9월 4일 9월 18일  | 이광기 vs 이승신   |               |
| 237회·238회                                | 9월 25일 10월 2일 | 송대관 vs 태진아   | 마지막회      |

## 주요 과정

### 도전 규칙
만원을 갖고 1주일 동안 생활해야 한다. 휴대전화, 교통비, 식비, 기타비용의 모든 생활비는 만원 내에서 해결해야 한다. 단, 촬영 중의 소품이나 물, 집에서 먹는 음식, 스케줄로 이동 시에는 무료다. 만원을 초과해 지출하게 되면 탈락된다.

### 미션
일주일 동안 하루마다 미션을 꼭 해야 한다. 실패 시 500원이 차감된다. 2008년 초부터는 미션 베팅금액을 놓고 미션에 성공하면 베팅한 금액을 가져갈 수 있으나 실패하면 차감되는 룰로 변경되었다.

### 잔액교환
중간점검 게임을 통해 이긴 사람은 상대방의 잔액을 바꾸거나 지킬 수 있다.

#### 찬스
- 천단위 공개:천의 자리 숫자만
- 철가방힌트:철가방에 쓰여진 글자를 본다.
- 손으로 만져보기:손으로 만져서 얼마인지 예측한다.
- 발바닥힌트:발바닥에 쓰여진 숫자를 본다.
- 이구동성힌트:넷이서 동시에 외치는 숫자를 듣고 얼마인지 예측한다.
- 모든 자리 수 공개:모든 자리에 숫자를 모두 공개한다.

### 최종 결과
일주일 동안 만원의 행복 미션 도전이 끝난후 잔액이 많은 사람이 우승으로 확정된다. 우승자는 효도관광상품권을 선물로 받으며, 도전자들의 잔액은 불우이웃 돕기에 쓰여진다.

## 같이 보기
- 별난 행운 인생대역전 (SBS TV)